# Victor Warot (1834-1906)

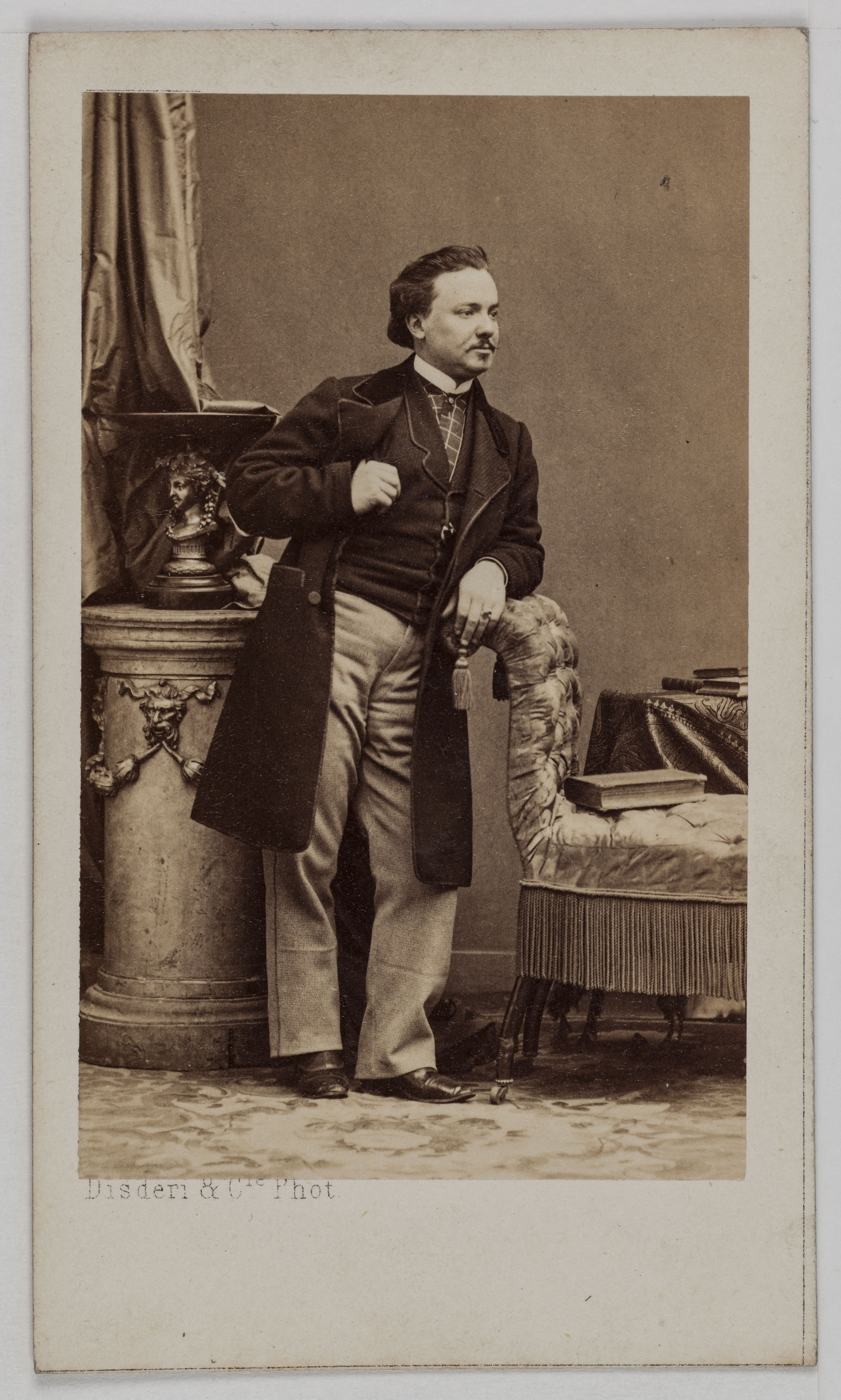
Victor Warot (ongedateerde foto)

Victor Alexandre Joseph Warot (Verviers, 18 september 1834 – Bois-Colombes, 29 maart 1906) was een Belgisch tenor.
Hij was zoon van dirigent/componist Victor Warot en zangeres Adele Destieux. Ook zijn ooms Charles Warot en Adolphe Warot waren musicus.
Hij kreeg de eerste lessen van zijn vader en later ook van Giulio Alary. Zijn debuut vond plaats in 1858 in de Opéra-Comique in Parijs. Drie jaar later sloot hij zich aan bij het gezelschap van Opéra national de Paris. Hij zou er tot 1869 blijven, maar stapte al in 1868 deels over naar het operagezelschap van de Koninklijke Muntschouwburg in Brussel. Na 1876 was hij zelfstandig zanger, totdat zijn actieve carrière in 1888 tot stilstand kwam. Twee jaar eerder was hij al leraar geworden aan het Conservatoire national supérieur de musique et de danse de Paris. Leerlingen van hem waren Lucienne Bréval, Edmond Clément, Jeanne Hatto en Lina Pacary.
Hij schreef ook het pedagogisch werk Le bréviaire de chanteur, dat rond 1901 werd uitgegeven.
Vanaf 1885 was hij officier van de Académie Française en vanaf 1903 droeg hij de versierselen behorende bij het Legioen van Eer. 